# マイアミ・スイム・ウィーク
マイアミ・スイム・ウィーク（Miami Swim Week）は、アメリカ合衆国のフロリダ州マイアミで開催される水着ファッションショー。スポーツ・イラストレイテッドが主催している。

## 特徴
20年の歴史があり、最新のトレンドを反映したもの、ゴージャスで奇抜なもの、セクシーなもの、ブライダル水着など様々な水着が扱われる。